# Nacionalno prvenstvo ZDA 1937
Nacionalno prvenstvo ZDA 1937 v tenisu.

## Moški posamično
Don Budge :  Gottfried von Cramm  6-1 7-9 6-1 3-6 6-1

## Ženske posamično
Anita Lizana :  Jadwiga Jedrzejowska  6-4, 6-2

## Moške dvojice
Gottfried von Cramm /  Henner Henkel :  Don Budge /  Gene Mako 6–4, 7–5, 6–4

## Ženske dvojice
Sarah Palfrey Cooke /  Alice Marble :  Marjorie Gladman Van Ryn /  Carolin Babcock 7–5, 6–4

## Mešane dvojice
Sarah Palfrey Cooke /  Don Budge :  Sylvie Jung Henrotin /  Yvon Petra 6–2, 8–10, 6–0